# Peter Rigler

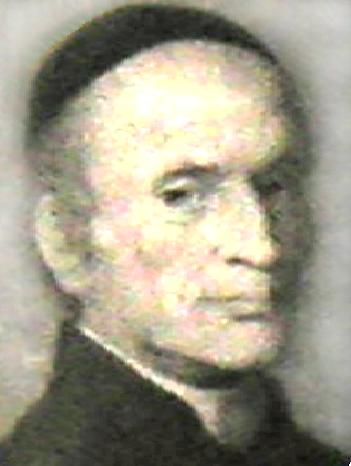
Peter Paul Rigler

Peter Paul Rigler (* 28. Juni 1796 im Sarntal; † 6. Dezember 1873 in Bozen) war ein österreichischer römisch-katholischer Theologe, Professor für Moral- und später für Pastoraltheologie sowie Spiritual am Priesterseminar in Trient.

## Leben

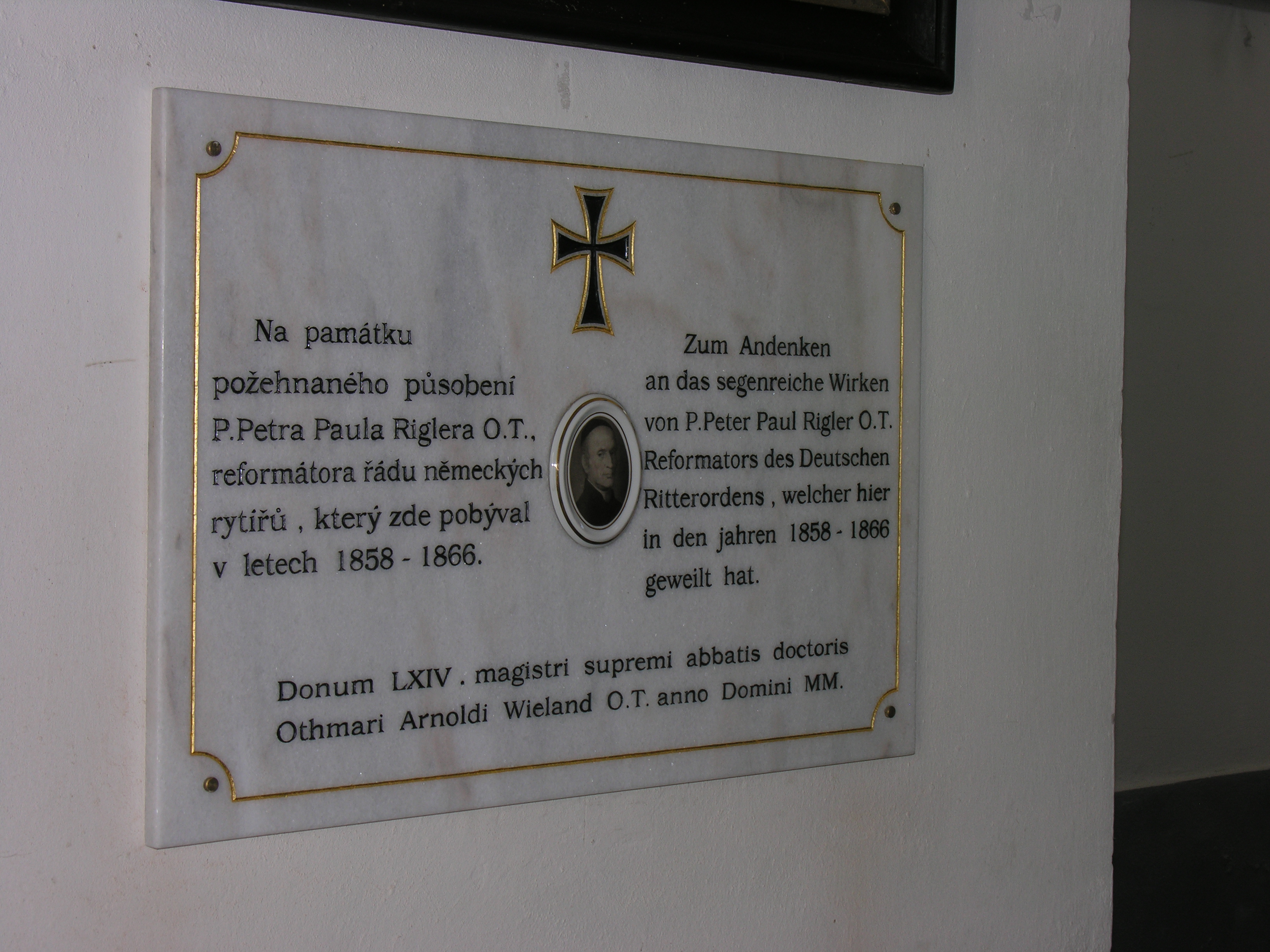
Gedenktafel für Peter Rigler in der Kirche auf der Eulenburg

Nach Auflösung der Trienter Gemeinschaft trat er 1842 der Gemeinschaft des deutschen Ordens bei und legte in der Deutschhauskirche zu Bozen die feierlichen Gelübde ab. Er trug als Gründer der Priesterkonvente und geistlicher Leiter des wiedererstandenen Institutes der Deutschordensschwestern in Lana wesentlich zu der geistlichen Erneuerung des Ordens von innen bei.
Rigler wird auch der Engel von Tirol genannt. Er war in Trient ein Vertrauter des 1995 seliggesprochenen Fürstbischofs Johann Nepomuk von Tschiderer.
Seit Jahren bemüht sich der Deutsche Orden um die Seligsprechung seines „zweiten Gründers“.